# Příruba

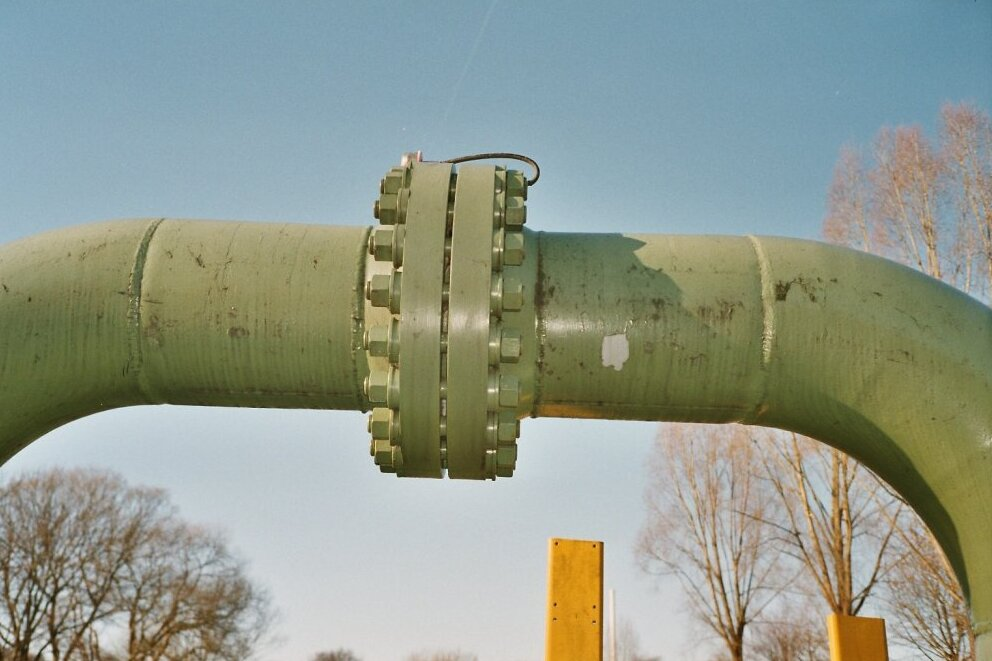
Příruba na spoji vysokotlakého plynového potrubí

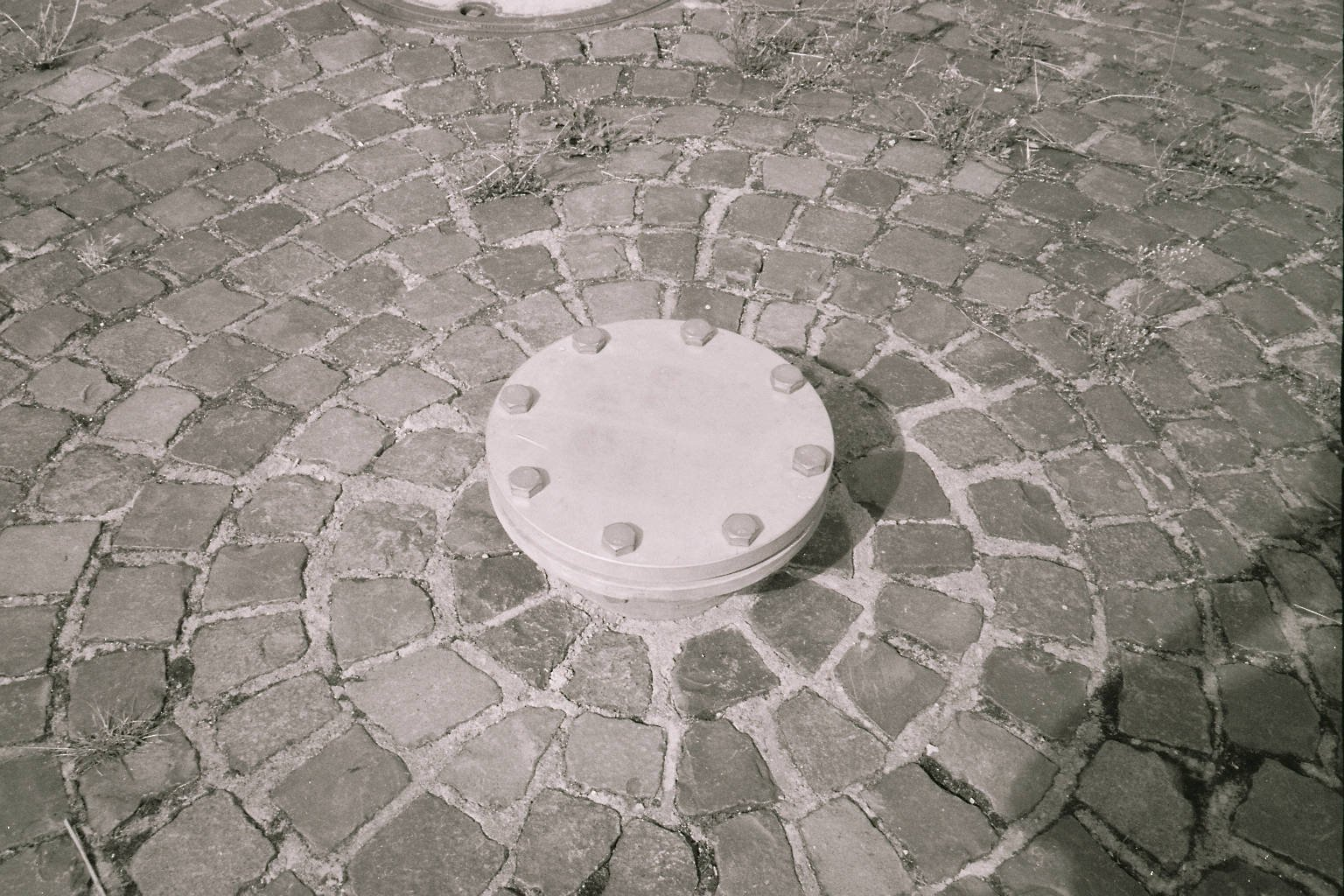
Ukončení přírubového potrubí

Příruba je zesílený okraj trubky nebo jiné součásti, který je určený pro spojení s jinou částí.
Příruba trubky má většinou tvar mezikruží. V něm jsou vyvrtány otvory pro spojení šrouby s přírubou druhé trubky. Platí pravidlo, že příruba musí mít počet děr delitelný čtyřmi, protože potrubí se vede zpravidla pravoúhle a tak by nešlo směr vedení zmenit o 90° (pokd by jich bylo třeba šest). Spojování přírubami se používá v případě, že je požadován rozebíratelný spoj a trubky není možné spojit pomocí šroubení.
Příruby jsou vytvořeny jako součást odlitku (u armatur a litinových trub), nebo jsou samostatné a upevněné na konce trubek naválcováním, závitovým nebo svařovaným spojem apod.

## Přírubový spoj potrubní
Rozebíratelné spojení potrubí mezi dvěma přírubami. Pro dobrou těsnost se mezi příruby vkládá těsnění, které se sevře utažením matic přírubových šroubů spoje.